# 張子江
張子江（英語：David Cheung Chi-kong，1937年7月21日—2013年9月17日），生於香港，為張子華牧師之二弟，著名教育工作者及教會牧師。

## 簡介
張子江早年畢業於香港培道小學和九龍華仁書院（1955年中五畢業，在同年英文中學會考中考獲英文和公民2科「良」等成績，後轉到新法書院完成預科課程，繼而入讀浸會學院（現名香港浸會大學）。往後赴美國留學，獲美國堪薩斯州州立大學教育行政碩士及美國聖路易市聖約神學院宗教教育碩士。投身教育事業數十載，曾於慕光英文書院及崇真書院任教及擔任訓導工作；後更任迦密中學校長長達26載，1990年任培正中學校長。
曾出任多項與教育有關的公職，包括：
- - 香港大學校董
  - 香港中文大學崇基學院校董
  - 香港浸會學院(現正名為香港浸會大學)校董
  - 香港教育統籌會委員
  - 香港教育委員會委員
  - 香港課程改革委員會委員
  - 香港津貼中學議會委員及主席
  - 香港中學校長會委員
  - 廉政公署反貪污行動組委員
  - 香港考試局委員及升中試委員會委員。

## 生平敘述
- 於1988年張牧師獲委任為太平紳士，隨後被委任為立法局議員。在香港期間歷任教會執事二十多年，週末在不同教會有講壇的事奉，並任多個基督教機構的董事。
- 1991年蒙召全職事奉，辭去立法局議員一職，被按立為牧師，前往歐洲宣教，擔任英國基督教華僑佈道會工場主任。在歐洲事奉期間，曾參與《號角歐洲版》的創刊，協助建立倫敦福音戒賭中心、基督教華人基督徒福音事工團契，以及全時間兩年制的歐洲教牧訓練文憑課程。
- 1999年底張牧師離開歐洲工場，轉到美國聖路易斯市定居，擔任聖路易中華福音教會(長兄張子華牧師神學畢業後第一個事奉工場)主任牧師。
- 張牧師2003年底退休。退休後繼續熱心傳道，在北美洲及世界各地主領宣教和培靈聚會，並任聖路易基督教華人社區服務中心董事局主席。
- 2006年4月起出任基督工人神學院代院長。
- 張牧師已婚，與夫人鍾奕敏女士育有一子兩女，共有孫六名。
- 2013年9月17日在美國聖路易斯市St. Luke's Hospital主懷安息。

## 著作
- 《拼盡我一生》
- 《愛程》
- 《如何管教孩子》
- 《每週一想》
- 並多項教育、宣教、牧養文章。